# Turana
Turana is een geslacht van rechtvleugeligen uit de familie krekels (Gryllidae). De wetenschappelijke naam van dit geslacht is voor het eerst geldig gepubliceerd in 1983 door Otte & Alexander.

## Soorten
Het geslacht Turana omvat de volgende soorten:
- Turana aminya Otte & Alexander, 1983
- Turana kiwani Otte & Alexander, 1983
- Turana pankurla Otte & Alexander, 1983